# Албанія на літніх Олімпійських іграх 2024
Албанію на літніх Олімпійських іграх 2024 представляли вісім спортсменів у чотирьох видах спорту.

## Медалісти
| Медаль | Ім'я          | Вид спорту | Змагання                  | Дата      |
| ------ | ------------- | ---------- | ------------------------- | --------- |
| 3      | Чермен Валієв | Боротьба   | вільна боротьба, до 74 кг | 10 серпня |
| 3      | Іслам Дудаєв  | Боротьба   | вільна боротьба, до 65 кг | 11 серпня |